# 김가기
김가기(金可紀, ?~859년)는 신라의 학자·도사이다.
원성왕 때 당나라에 들어가 빈공과(賓貢科)에 급제, 박식과 명문장으로 이름을 떨쳤다. 한때 사신으로 귀국했다가 다시 당나라에 들어가 도술(道術)에 전심, 종남산 자오곡(終南山 子午谷)에 은둔하여 화초와 도리(桃李)를 가꾸면서 《선경(仙經)》과 《도덕경》을 공부하였다. 858년 당나라 왕에게 자기는 옥황상제(玉皇上帝)의 부름으로 영문대시랑(英文臺侍郞)이 되어 언제 승천할 것이라고 예언하고 예언대로 다음해 2월 15일 죽었다고 한다.

## 참고 문헌
- 심분(沈汾), 『속선전』 권 상
- 이 문서에는 다음커뮤니케이션(현 카카오)에서 GFDL 또는 CC-SA 라이선스로 배포한 글로벌 세계대백과사전의 내용을 기초로 작성된 글이 포함되어 있습니다.